# もぎたてテレビ
『もぎたてテレビ』は、南海放送で放送されている愛媛県のローカル情報番組である。放送開始日は1991年4月7日で、2018年4月22日には放送開始から1300回を迎えた。

## 番組について

### 概要
番組のコンセプトは「愛媛のいいとこ探し」。
毎週、ロケ取材のVTRを中心に紹介。原則的に取材はメインMCの2名のアナウンサーが交替で行っている。
毎年8月頃には上半期の総集編を放送。年末にも特別編成として時間枠を拡大したり、ゲストを交えながら県内の一年間を振り返る企画等を放送している。
原則的に、南海放送のスタジオからの生放送であるが、不定期で県内各地から中継で放送される場合がある。
2012年7月からは日系人への情報提供やえひめ丸事故（2001年2月発生）風化防止の目的でアメリカ・ハワイ州にある日本語ケーブルテレビ局「Nippon Golden Network」でも放映を開始。2024年春からはアメリカ本土（41州）のケーブルテレビ局にも拡大した。
2014年10月31日より、Huluにて毎回放送後に配信される。

### タイトルの由来
番組タイトルの「もぎたて」は、番組開始前に行われた南海放送のキャッチコピー候補のひとつであった。この時にはボツとなったものの、関係者間での印象が深く、その後に始まることとなった本番組のタイトルに使われることとなった。
2011年3月までの番組タイトル内の「70」とは、『プッチもぎ』（後述）と合せた放送時間が70分（1時間10分）であると同時に、平成の大合併以前の愛媛県が70市町村であったことから、愛媛県内を満遍なく取り上げるという意味合いが込められている。
- 新聞のラ・テ欄では「もぎたてテレビ」と記載されており、放送時間を示す「70」は省略されている。また、番宣などでも「もぎたてテレビ」と字幕表示されることが多い。
- 2011年度からは放送時間が70分でなくなったため、70が外れ、番組開始以来初の「もぎたてテレビ」だけのタイトルになった。

## 現在のコーナー

### 県内の市および町の特集
- 特定の市および町（場合によってはさらに地域が限定される場合もある）にスポットを当て、旬の食材や各地での流行・衣食住に関する情報・住人との触れ合いを紹介[6]。

### テーマ別のグルメ特集
- 特定の食材（ラーメン・カレー等）や、特定のテーマ（視聴者からの情報、サービスが充実している店、激安グルメなど）に沿ったグルメ情報を紹介[7]。

### ぴかりんのもぎたて[8]
- 番組後半に放送[8]。岡内ひかりアナウンサーが旅をする。

## 過去のコーナー

### クイズ!!人間なんじゃらホイ!
- 1997年6月頃から一時期、通常のロケ取材紹介と共に、佐伯の進行による『クイズ!!人間なんじゃらホイ！』というコーナーが設けられていた。

### こういちのとにかくやってみた
- 白石こういちが企画、編集、撮影を自ら挑戦していくコーナー。
- 2016年12月に終了。

### お絵かきしりとり ぐるぐるポン
- 「こういちのとにかくやってみた」の後任コーナーとして、2017年1月15日に始まり、同年12月24日に終了。
- 2017年4月2日以降は星加奈緒が「ぐるポン」姉さんを担当していた。

## 出演者

### 現在の出演者

#### MC[9]
- 小川貴弘（南海放送アナウンサー、2020年4月[9] - ）
- 岡内ひかり（南海放送アナウンサー、2020年4月[9] - ）

### 過去の出演者
- 永江孝子（番組開始時 - 2008年9月） - 第45回衆議院議員総選挙への立候補を表明し、南海放送を退社。同時に番組を降板した。
- 野志克仁（番組開始時 - 2010年9月） - 松山市長選挙への立候補を表明し、南海放送を退社。同時に番組を降板した。
- 佐伯りさ（1997年頃 - 不明） - 「クイズ!!人間なんじゃらホイ！」（上述）に出演。
- 原拓也（2011年4月 - 2012年6月）  - この間は、3人体制で放送。当初は、「もぎたてのもぎたて」を中心に出演していたが、その後リポーターとして何度かロケにも出ていた。しかし、2012年6月を最後に番組内で理由等が説明されることもなく降板している。
- 丹下真奈（2010年10月 - 2014年9月）
- 白石紘一（2014年10月5日 - 2017年12月24日）
- 寺尾英子（2008年10月5日 - 2020年3月29日）
- 星加奈緒（2017年4月2日 - 2020年3月29日）
- 杉作J太郎（漫画家・タレント、2019年4月7日 - 2020年3月29日）
- 塩出怜（2020年4月[10] - 2022年3月[11]）
- 寺岡凜（2020年4月[10] - 2022年3月[11]）

杉作、塩出、寺岡以外はいずれも南海放送のアナウンサー（永江・野志・原・丹下・白石・星加は出演時）。

## 放送時間

### 現在の放送時間

#### 本放送
- 毎週日曜日 11:45 - 12:50[12][13]

#### 再放送
- 毎週金曜日 1:04 - 2:04（木曜深夜）[14]

### 過去の放送時間
- 番組開始当初は毎週日曜日の10:00から10:30までの放送で、当時の番組タイトルは『もぎたてテレビ 10o'clock』であった。その後、番組時間が45分→60分→70分となり、2005年4月に現在の放送時間に至る。
  - 2005年3月までは放送終了時間が12:55であり[15]、上記の『プッチもぎ』を含めると事実上75分の放送であった（そのため、番組タイトルの『70』は、本編の放送時間に由来していたものとも思われる）。

## 企画商品
過去に何度か大手企業とタイアップを組み、期間限定で以下の商品を販売したことがある（愛媛県内のみでの発売）。いずれも県内の特産品を多く用いており、視聴者からの反応も好評であった。
- もぎたてラーメン（2003年・2005年発売）[16]
  - 日清食品が発売元として協力。
  - 愛媛みかん・西条産の青海苔を使用した「香り小袋」付きの「瀬戸内塩ラーメン」と、醤油と伯方の焼塩で仕上げ、郷土料理「伊予さつま」を取り入れた「伊予醤油ラーメン」を発売。
  - 上記2種類共に、愛媛産の真鯛・椎茸等を具材として取り入れている。
- もぎたて弁当（2007年 - 2016年）[17][18]
  - サークルKサンクスにて2週間のみ販売。2008年販売の第2弾は、高知県宿毛市でも販売された。
  - 両アナウンサーがそれぞれプロデュース（2007年は永江・野志、2008年は寺尾・野志）、共に愛媛県内のレストランで務める料理長が製作に携わった。
    - 2009年に第3弾、2010年に第4弾が発売された。

## 備考
- 毎週、視聴者向けのプレゼントが用意されているが、応募はハガキか南海放送アプリでの受付となっている。
- 南海放送のサイト内にある「BBなんかい」では、翌週の放送内容（同内容は30秒のCMとしても用いられる）と、取材のこぼれ話などが配信されている。ただし、スタジオ外での放送となった場合等は更新されない場合がある。
- 一時期、株式会社SPC発行の情報誌『タウン情報まつやま』監修で、番組オリジナルの季刊誌を発行していた[19]。現在は同情報誌内にて「もぎたてパーク」と題して、視聴者からの情報、過去1か月間に放送した情報紹介の一部、南海放送のアナウンサーによる1週間の昼食の解説などが4ページにわたって掲載されている。